# Erodium angustilobum
Erodium angustilobum är en näveväxtart som beskrevs av Carolin. Erodium angustilobum ingår i släktet skatnävor, och familjen näveväxter. Inga underarter finns listade i Catalogue of Life.